# Eulophidae
Famille
Les Eulophidae sont une famille d'insectes hyménoptères apocrites térébrants de la super-famille des Chalcidoidea. Ce sont des parasitoïdes de lépidoptères, de diptères ou de coléoptères.  
Des espèces de cette famille ont été utilisées en lutte biologique contre divers ravageurs des cultures.

## Morphologie
Taille de 0,4 à 6 mm (1 à 3 mm généralement). Corps trapu à allongé, jaunâtre à brunâtre avec des reflets métalliques. 
Antennes de 7 à 10 articles au plus, le mâle ayant souvent les antennes pectinées. 
Tarses à 4 segments. Abdomen pétiolé.
- Souvent éclat métallique, ou en partie jaune vif.
- 4 articles aux tarses.
- Articles antennaires réduits (<10).
- Quasiment toujours un étranglement entre thorax et abdomen.

- Ils se différencient des	 
  - Pteromalidae par : 	
    - 4 articles aux  tarses

  - Aphelinidae par :	 
    - présence d'un étranglement
    - scutellum avec des sillons latéraux.

## Taxonomie
Les Eulophidae sont répartis en 4 sous-familles : Eulophinae, Entedontinae, Tetrastichinae, Euderinae, regroupant 540 genres pour 4 000 espèces décrites. Un nombre important de genres ne sont représentés que par une à quelques espèces.
Depuis des études phylogénétiques moléculaires publiées en 2000, la famille des Elasmidae, ayant pour seul genre Elasmus, intègre la sous-famille des Eulophinae (Hym. Chalcidoidea). (Gauthier, et al. 2000).
- Entedontinae : Achrysocharis, Achrysocharella, Asecodes, Chrysocharis, Chrysonotomyia, Closterocerus, Derostenus, Edovum, Entedon, Holcopelte, Neochrysocharis, Omphale, Paracrias, Pediobius, Ionympha, Telopterus, Zaommomyia...
- Eulophinae : Aulogymnus, Cirrospilus Deutereulophus, Dicladocerus, Dyglyphus, Elasmus, Eulophus, Euplectrus, Euplectomorpha, Elachertus, Hyssopus, Notanisomorphella, Pnigalio, Stenomesius, Sympiesis, Zagrammosoma …
- Euderinae : Acrias, Astichus, Euderus…
- Tetrastichinae : Baryscapus, Melittobia, Neotrichoporoides, Quadrastichus, Tetrastichus…

## Biologie
Les Eulophidae sont des ectoparasitoïdes de lépidoptères et des insectes mineurs de feuilles dont les Agromyzidae, Curculionidae, Tenthrèdes. 
Les Tetrastichinae sont des endoparasitoïdes d'œufs, de larves et de pupes de diptères, de lépidoptères ou de coléoptères (Tetrastichus).
Les Euderinae s'attaquent aux œufs ou larves de lépidoptères, de coléoptères.
A Madagascar, les larves du pou épineux du riz Dicladispa gestroi sont parasitées par 3 espèces : Notanisomorphella somalica, Pediobus vigintiquinque (ectoparasitoïdes) et Chrysonotomia sp (endoparasitoïde).
Tetrastichus hagenowii parasite des œufs de blattes est répandu dans le monde entier.
Les genres Euplectrus, Eulophus sont des ectoparasitoïdes. Certains sont oophages.

## Utilisation en lutte biologique
- Polyphage, Pediobius furvus est endémique en Afrique intertropicale. Il a été introduit à Madagascar à partir de l'Ouganda en 1968 sur diverses cultures contre les nymphes du borer rose Sesamia calamistis. Il s'est établi au centre de l'île et sur la côte est et présente une grande plasticité écologique.
- Introduit de l'Inde via Maurice en 1972, Tetrastichus israeli fut lâché à Madagascar sur Chilo partellus, ravageur de la canne à sucre.
- Introduit en 1972 à Madagascar, Trichospilus diatraeae est originaire de l'Inde. Il s'est acclimaté sur Chilo sacchariphagus à Maurice et sur Sesamia calamistis à La Réunion.
- Sympiesis viridula, introduit d'Europe au Canada,  est endoparasitoide de la pyrale du maïs.
- Edovum puttleri, originaire de Colombie (endoparasitoïde solitaire) contrôle aux USA par lâchers innondatifs les œufs du doryphore de la pomme de terre.
- Diglyphus isaea est utilisé en lâcher préventif à raison d'une dose totale de 1 000/ha contre Liriomysa trifolii (Diptera Agromyzidae) sous serres de tomates et de concombres.